# Thalassochernes kermadecensis
Thalassochernes kermadecensis är en spindeldjursart som beskrevs av Beier 1976. Thalassochernes kermadecensis ingår i släktet Thalassochernes och familjen blindklokrypare. Inga underarter finns listade i Catalogue of Life.